# Novokuzneckij rajon
Il Novokuzneckij rajon (in russo Новокузнецкий район?) è un rajon dell'Oblast' di Kemerovo, nella Russia europea; il capoluogo è Novokuzneck. Istituito nel 1924, ricopre una superficie di 13.290 chilometri quadrati e consta di una popolazione di circa 52.000 abitanti.